# Macaca munzala
Il macaco d'Arunachal (Macaca munzala, Sinha et al., 2004) è un primate della famiglia Cercopithecidae.

## Descrizione
Il corpo di questo macaco è piuttosto tarchiato, il colore del corpo è marrone e quello del muso molto scuro.

## Distribuzione e habitat
La specie, scoperta solo nel 2004, è stata osservata solo in una piccola zona dello stato indiano Arunachal Pradesh, nell'estremo nordest dell'India.
L'habitat è la foresta di montagna, tra i 2300 e i 3500 m di altitudine.

## Biologia
L'attività è diurna e si svolge prevalentemente al suolo.
Come nel caso degli altri macachi, La dieta è costituita soprattutto di frutta, ma comprende anche altri alimenti vegetali e piccoli animali.

## Conservazione
Lo stato di conservazione non è stato valutato dalla IUCN, ma la specie potrebbe essere in grave pericolo, data la ristrettezza dell'areale e la caccia di cui è oggetto da parte delle popolazioni locali, che la temono per i danni che apporta alle coltivazioni.